# Рональд Керрі Роу
Рональд Керрі Роу (англ. Ronald Kerry Rowe; нар. 13 вересня 1951) — канадський інженер австралійського походження, один з піонерів геосинтетики. h-індекс 59.
Здобув середню освіту в Форт-стріт, Сідней (1964—1969) і в Університеті Сіднея, де він отримав бакалавра з Computer Science в 1973 р. Здобув звання доктора філософії в 1979 році і D.Eng в 1993 році.
Він працював інженером-геотехніком в австралійському урядовому департаменті будівництва до еміграції в Канаду в 1978 році, де провів 22 роки як професор, в тому числі 8 років як голова Департаменту цивільної та екологічної інженерії в Університеті Західного Онтаріо, Лондон, Канада.
З 2000 по 2010 він обіймав посаду віце-принципала (Research) при Університеті Королеви в Кінгстоні, Онтаріо, де він відповідав за управління всіх досліджень (в області бізнесу, освіти, гуманітарних наук, права, соціальних наук, фізичних і біологічних наук, інженерія та прикладні науки, охорону здоров'я і медицину). У 2013 р. — професор завідувач кафедрою Геотехніка і геоекологічний інжиніринг в Департаменті цивільного будівництва в Університеті Королеви в Кінгстоні.
Його дослідження охоплює міграцію забруднювачів через ґрунт і скелі, проектування полігонів, локалізацію забруднених ділянок, геосинтетичні матеріали (включаючи геотекстиль, геомембрани, георешітки, геосітки тощо), техніку і технологію хвостових сховищ і гребель, армованих насипів і стін, тунелів в м'якому ґрунті та провал схилів і земляних робіт. Зокрема, він досліджував ефективність пластикових (геомембрани) вкладишів і геосинтетичних глин (композитний матеріал, що включає глини), які обмежують забруднення від видобутку корисних копалин і об'єктів розміщення відходів.
Він є президентом Міжнародного товариства Geosynthetics, Канадського геотехнічного товариства та інженерного інституту Канади в минулому.

## Праці
- Barrier Systems for Waste Disposal Facilities (Lead author) Spon Press, London 2004
- Geotechnical and Geoenvironmental Engineering Handbook for Kluwer Academic Publishers. Editor.